# Janków (gmina)
Janków (od 1973 Sławno) – dawna gmina wiejska istniejąca do 1954 roku w woj. kieleckim, łódzkim i ponownie kieleckim. Nazwa gminy pochodzi od wsi Janków (obecnie jest to część wsi Psary), lecz siedzibą władz gminy było Sławno. 
W okresie międzywojennym gmina Janków należała do powiatu opoczyńskiego w woj. kieleckim. 1 kwietnia 1939 roku gminę wraz z całym powiatem opoczyńskim przeniesiono do woj. łódzkiego. Po wojnie gmina przez krótki czas zachowała przynależność administracyjną, lecz już 6 lipca 1950 roku została wraz z całym powiatem przyłączona z powrotem do woj. kieleckiego.
Według stanu z dnia 1 lipca 1952 roku gmina składała się z 18 gromad: Dąbrowa, Grążowice, Grudzeń, Józefów, Kamilówka, Kozenin, Olszowiec, Owadów, Popławy, Popławy kol., Prymusowa Wola, Psary, Radonia, Sławno, Sławno Kościelne, Wygnanów, Zachorzów i Zachorzów kol.. Janków nie stanowił odrębnej gromady, będąc składową gromady Psary.
Jednostka została zniesiona 29 września 1954 roku wraz z reformą wprowadzającą gromady w miejsce gmin. Po reaktywowaniu gmin z dniem 1 stycznia 1973 roku gminy Janków nie przywrócono, utworzono natomiast jej terytorialny odpowiednik, gminę Sławno w tymże powiecie i województwie.